# Vlag van Axel

Vlag van Axel

De vlag van Axel is de vlag die de voormalige gemeente Axel tussen 1966 en 2003 als gemeentevlag gebruikte. De vlag werd ingesteld bij het raadsbesluit van 1 maart 1966. Na de gemeentelijke herindeling van 1970, waarbij Axel werd uitgebreid met een aantal omliggende gemeenten, werd de vlag opnieuw vastgesteld op 29 december 1970.
De beschrijving luidt: 
"Rechthoekig, waarvan de hoogte zich tot de lengte verhoudt als 2:3, in geel twee blauwe omgewende sleutels, in het midden vergezeld van een rode naar rechts liggende geknotte keper, waarvan de breedte 1/4 bedraagt van de lengte van de vlag."
De keper en de sleutel waren ontleend aan het gemeentewapen van 1817. De basis was het oudst bekende zegel van de stad uit 1244, dat een gele vlag met een rode keper toont. Sinds de gemeentelijke herindeling van 1 januari 2003 maakt de gemeente deel uit van de gemeente Terneuzen waardoor de vlag kwam te vervallen. 

## Verwante afbeeldingen

Het wapen van Axel (1817)
Het wapen van Axel (1970)

Aardenburg 
· Arnemuiden 
· Axel 
· Baarland 
· Biervliet 
· Biggekerke 
· Borssele 
· Breskens 
· Brouwershaven 
· Bruinisse 
· Burgh 
· Domburg 
· Dreischor 
· Driewegen 
· Duiveland 
· Ellewoutsdijk 
· 's-Gravenpolder 
· Groede 
· Haamstede 
· 's-Heer Abtskerke 
· 's-Heer Arendskerke 
· Hoedekenskerke 
· Hontenisse 
· IJzendijke 
· Kloetinge 
· Kortgene 
· Koudekerke 
· Krabbendijke 
· Kruiningen 
· Mariekerke 
· Meliskerke 
· Middenschouwen 
· Nieuw- en Sint Joosland 
· Nisse 
· Noordgouwe 
· Oostburg 
· Oostkapelle 
· Oud-Vossemeer 
· Oudelande 
· Ovezande 
· Poortvliet 
· Retranchement 
· Rilland-Bath 
· Ritthem 
· Sas van Gent 
· Scherpenisse 
· Schoondijke 
· Sint-Annaland 
· Sint Jansteen 
· Sint-Maartensdijk 
· Sint Philipsland 
· Sluis 
· Sluis-Aardenburg 
· Stavenisse 
· Valkenisse 
· Vogelwaarde 
· Waarde 
· Waterlandkerkje 
· Wemeldinge 
· Westdorpe 
· Westerschouwen 
· Westkapelle 
· Wissenkerke 
· Wolphaartsdijk 
· Zaamslag 
· Zierikzee 
· Zuiddorpe 
· Zuidzande